# 菲尔米诺波利斯
菲尔米诺波利斯是巴西戈亚斯州的一个市镇。总面积406.109平方公里，总人口10021人，人口密度24.7人/平方公里。